# Ibla Maggiore
Hybla Major (in greco Ὕβλα ἡ μείζων) fu una delle città chiamate Hybla, e il suo nome è menzionato in greco da Stefano di Bisanzio e da Pausania il Periegeta.
Stefano di Bisanzio precisa come gli abitanti di questa Hybla si chiamino Iblesi.
Pausania il Periegeta si limita a dire che questa città, nel territorio di Catania, è ormai interamente disabitata. 
Entrambi gli autori fanno presupporre dunque che la città fosse Megara Hyblaea, in quanto secondo l'archeologia (monetazione ritrovata) risulta che la città si chiamasse in realtà Hybla Megala (cioè Grande Hybla). Questa tesi è sostenuta da Schubring il quale identifica la città di Megara con Hybla Major sulla base di una versione alternativa del testo greco di Stefano di Bisanzio.
L'opinione prevalente (di storici come François Villard e Georges Vallet) è che Hybla fosse l'antico regno di Pantalica, governato da Iblone. Regno di origine sicana, che poi fu preso dai Siculi e si espanse verso il mare colonizzando anche la costa, che fu poi data ai Megaresi per fondare Megara Hyblaea.
Secondo l'opinione dell'abate Maurolico, autore del Sicanicarum Rerum Compendium, e di Vincenzo Littara autore di De rebus netinis, Hybla Major era invece il sito archeologico di Avola Antica, che comprendeva l'abitato e le necropoli circostanti. Tale tesi sarà poi ripresa da Francesco Di Maria.